# Abu Ali Lawik al-Anuk
Abu Ali Lawik al-Anuk fou un príncep de la dinastia Shahi de Zabulistan o Gazni. El seu pare Abu Bakr Lawik al-Anuk havia estat enderrocat pel yamínida o gaznèvida Alptegin el 962.
El 975 va pujar al tron de Gazni el general esclau turc Piri, que sembla que es va comportar cruelment. Els habitants de Gazni van cridar Abu Ali Lawik al-Anuk ben Abu Bakr Lawik. La rebel·lio va tenir el suport dels seus parents els Shahi d'Udabhanda (que governaven Kabul i fins al Panjab amb capital a Udabhanda) però fou aixafada pel general turc Subuktegin (gendre d'Alptegin) a Charkh (abril del 977). El vencedor fou considerat un heroi i proclamat sultà.